# Histampica duplicata
Histampica duplicata is een slangster uit de familie Ophiactidae.
De wetenschappelijke naam van de soort werd in 1875 gepubliceerd door Theodore Lyman.